# Renegade (Film)
Renegade ist ein Film von Regisseur Enzo Barboni aus dem Jahr 1987. In den Hauptrollen spielen Terence Hill und dessen Adoptivsohn Ross zum letzten Mal gemeinsam. Der Soundtrack beinhaltet unter anderem zwei Lieder von Lynyrd Skynyrd, Simple Man und Call Me The Breeze. Der Film wurde in Phoenix und Flagstaff in Arizona gedreht und hatte am 21. April 1988 Premiere in Deutschland. Alternativtitel ist Renegade – Terence Hill und der faulste Gaul der Welt.

## Handlung
Der Herumtreiber Luke Mantee, der nicht viel mehr als einen Jeep CJ-7 Renegade, sein Pferd Joe Brown und ein altes Paar Stiefel besitzt, reist ziellos durch Arizona. Sein Freund Moose, dem die Hände durch eine Gefängnisstrafe gebunden sind, bittet Luke, sich bis zu seiner Entlassung um seinen Sohn Matt und sein Grundstück im Green Haven Valley (in der deutschen Synchronisation als Green Heaven bezeichnet) zu kümmern, das er beim Pokern gewonnen hat. 
Für Matt und Luke beginnt eine Reise voller Abenteuer. Sie treffen auf zwei rabiate Trucker, einen korrupten Sheriff, eine als Schlägertrupp engagierte Rockergang, diverse Killer, wettfreudige Kneipenbesucher sowie am Ziel ihrer Fahrt auf gastfreundliche, religiöse Grundstücksnachbarn. Luke und Matt finden Gefallen an dem einfachen Leben und verlieben sich überdies noch in zwei Nachbarsmädchen.
Kurz nach ihrer Ankunft geraten die beiden Freunde in das Visier eines geheimnisvollen Land- und Grundstücksspekulanten namens Lawson. Dieser will ihnen ihr Land unbedingt abkaufen, um dort ein großes Bauvorhaben zu verwirklichen.
Nachdem das auf dem Grundstück gelegene Landhaus gesprengt wird, sucht Luke die unmittelbare Konfrontation mit dem unbekannten Boss. Er findet heraus, dass es sich bei diesem um einen für tot gehaltenen Ex-Kameraden aus dem Vietnamkrieg handelt, der, wie Luke und Moose, Mitglied im nicht näher erläuterten Renegade-Club war. Diese Erkenntnis bringt ihn und Matt in unmittelbare Lebensgefahr. Nach einer spektakulären Jagd wird Luke von Lawsons Schergen gestellt. Er soll beseitigt werden. Matt hat aber die Rocker alarmiert und kommt noch rechtzeitig, um seinen Freund zu retten. Lawson will mit einem Hubschrauber fliehen, wird aber von Luke festgesetzt. Für Moose bedeutet das die Entlassung aus der Haft, denn auch seine Gefängnisstrafe hatte Lawson durch eine fingierte Anklage zu verantworten.
Luke und Matt machen sich auf den Weg um Moose abzuholen. Es bleibt letztlich offen, ob sie später ins Green Haven Valley zurückkehren werden, wo der Wiederaufbau des zerstörten Hauses in vollem Gange ist.

## Synchronisation
Die deutsche Synchronfassung entstand bei der Rainer Brandt Filmproduktions GmbH, Berlin. Rainer Brandt schrieb das Dialogbuch und führte Regie.
| Rolle        | Schauspieler   | Sprecher                |
| ------------ | -------------- | ----------------------- |
| Luke Mantee  | Terence Hill   | Thomas Danneberg        |
| Henry Lawson | Robert Vaughn  | Joachim Pukaß           |
| Matt         | Ross Hill      | Oliver Rohrbeck         |
| Moose        | Norman Bowler  | Helmut Krauss           |
| Tallulha     | Beatrice Palme | Ute Rohrbeck            |
| Ely          | Donald Hodson  | Friedrich W. Bauschulte |
| Melody       | Lisa Ann Rubin | Katharina Gräfe         |
| Rachel       | Valeria Sabel  | Christel Merian         |
| Chickadee    | Joe Krieg      | Martin Schmitz          |

## Kritiken
„Episodisch aufgebauter, harmloser Unterhaltungsfilm, der seine Spannungsmomente aus einigen Stunt-Szenen bezieht.“